# Reiderzijlvest
Reiderzijlvest  is een voormalig waterschap in het oosten van de Nederlandse provincie Groningen.
Het waterschap was het resultaat van een fusie van de schappen Reiderland, Westerwolde en Pekel A. In 1986 werd Fiemel en de enkele waterschappen rond Veendam aan Reiderzijlvest toegevoegd.
Het waterschap was gevestigd in Wedde.
In 1992 ging Reiderzijlvest, samen met het Drentse De Veenmarken op in Dollardzijlvest. Waterstaatkundig gezien ligt het gebied sinds 2000 binnen dat van het waterschap Hunze en Aa's.

## Middeleeuwen
Het (middeleeuwse) Reiderzijlvest was een boezemwaterschap, dat is rond 1200 ontstaan rond de uitwatering van de Reider Ae via een sluizencomplex bij de verdronken plaats Oosterreide, niet ver van de huidige Punt van Reide. Het viel uiteen door de snelle uitbreiding van de Dollard in het tweede kwart van de 15e eeuw. Volgens een getuigenverklaring uit 1487 vergaderden de ingelanden bij de Reiderzijlen. Latere overleveringen spreken over zeven sluiskokers naast elkaar.